# Национален политически съюз
Национален политически съюз (на гръцки: Εθνική Πολιτική Ένωσις, ΕΠΕΝ) (ЕПЕН) е бивша гръцка националистическа политическа партия.

## История
Партията е основана на 30 януари 1984 г. от бившия водач на гръцката военна хунта – Георгиос Пападопулос. Взима участие на парламентарните избори от 1985 г., но не печели мандати. На изборите за Европейски парламент през 1984 г. печели едно място.
През 1996 г. се влива в Златна зора.

## Известни членове
- Георгиос Пападопулос
- Макис Воридис
- Хрисантос Димитриадис
- Спирос Зурнацис
- Николаос Михалолякос

## Участия в избори
| 1984     | Европейски парламент | 136 642 | 2,29% | 1 |
| 1985     | Парламент            | 37 965  | 0,6%  | 0 |
| юни 1989 | Парламент            | 21 149  | 0,3%  | 0 |
| 1989     | Европейски парламент | 75 877  | 1,16% | 0 |
| 1993     | Парламент            | 9,469   | 0,14% | 0 |
| 1996     | Парламент            | 16 501  | 0,24% | 0 |